# Allan Holdsworth
Allan Holdsworth (Bradford, West Yorkshire, 1946. augusztus 6. – Vista, Kalifornia, 2017. április 15.) brit jazz/rock gitáros és zeneszerző. Több, mint öt évtizedes pályafutása során különféle zenei stílusokban játszott, azonban munkássága leginkább a fúziós jazz műfajához köthető.

## Lemezkészítés
Az első lemez, amelyen Holdsworth szerepelt, az 'Igginbottom együttes egyetlen albuma, az 1969-ben megjelent Igginbottom's Wrench volt. 1971-ben egy improvizatív zenét játszó együttes, a Sunship tagja lett Alan Gowen, Laurie Baker és a King Crimson későbbi ütőse, Jamie Muir társaságában. Pályafutásának ezt a szakaszát nem örökítette meg lemezfelvétel.
Az 1970-es évek elején a Tempesthez csatlakozott és a rövid velük töltött idő alatt két lemez, az 1973-as Tempest és az 1974-es Living in Fear létrehozásában vett részt. Hallható volt a BBC-nek az együttessel készített koncertfelvételén is, mely később megjelent a Tempest 2005-ben Anthology: Under the Blossom címmel kiadott válogatáslemezén.
Ezt követően Holdsworth különböző, népszerű fúziós jazz együttesekkel és zenészekkel dolgozott. Ezek között megtalálható volt a Gong, a Soft Machine, a The New Tony Williams Lifetime, Jean-Luc Ponty és, az évtized végén, a UK nevű progresszív rock együttes.
Ugyancsak ez idő tájt történt, hogy a Velvet Darkness – egy próbafelvétel, amely hivatalos lemezként kapott nyilvánosságot – a szerző és az előadó feltüntetése nélkül jelent meg, Holdsworth legnagyobb bosszúságára, aki gyűlölte ezt az albumot.
Az évtized végén és az 1980-as években a zongorista Gordon Beckkel dolgozott, kiadtak két jazz-irányultságú albumot, Sunbird (1979) és The Things You See (1980) címmel. A Beckkel felvett harmadik lemez, a With a Heart in My Song 1988-ban jelent meg (később, 1996-ban ismét közösen játszottak Holdsworth szólóalbumán, mely a None Too Soon címet viselte és több népszerű jazz-sztenderd fúziós jellegű feldolgozását tartalmazta).
Az első hivatalos szólóalbuma az 1982-es I.O.U. volt, mely után öt albumot felölelő szólókarrierbe kezdett (ezt később újabb néggyel tetézte az 1990-es években). Az I.O.U. megjelenését követően a Van Halen gitárosa Eddie Van Halen felhívta rá a Warner Bros. Records főnökének Mo Ostinnak a figyelmét. Ez eredményezte a Road Games című EP hagyományos lemezen való megjelenését 1983-ban (később, 2001-ben CD-n is kiadták). Van Halen később azt állította a Guitar Player magazinnak, hogy Holdsworth komoly befolyással volt a játékára, valamint, hogy „szerintem ő volt a legjobb”.
1990-ben volt egy rövid életű kapcsolata a Level 42 nevű popegyüttessel, ugyanis AIDS által okozott tüdőgyulladásban meghalt gitárosuk Alan Murphy. A kapcsolat eredményeként Holdsworth részt vett 1991-es albumuk, a Guaranteed felvételein. Később, még ugyanebben az évtizedben együtt dolgozott a Johansson testvérekkel, Andersszel és Jensszel egy fúziós töltetű albumon, mely 1996-ban jött ki, Heavy Machinery címmel.
A 2000-es évekre észrevehetően csökkent szólista aktivitása, a Flat Tire: Music for a Non-Existent Movie (2001) volt az eddig megjelent egyetlen albuma. Vendégzenészként azonban feltűnt más muzsikusok lemezein. Legfigyelemreméltóbb közreműködései a billentyűs Derek Sherinian-hez kötődnek. Szerepelt Mythology című 2004-es szólóalbumán, valamint Sherinian Planet X nevű együttesének 2007-es, Quantum című lemezén.
2008 és 2010 között a HoBoLeMa nevű szupergruppal turnézott, a dobos Terry Bozzio és Pat Mastelotto, valamint a basszista Tony Levin társaságában, improvizált experimentális zenét játszva.

## Játékstílus és zeneszerzés
Az évek során Holdsworth egyedülállóan magas szintre fejlesztette játékstílusát amely tökéletesen ötvözte úgy az akkordbontás, mint az akkordjáték technikáját (gyakran kiegészítve ezeket a késleltetéssel, kórus-hangzással és egyéb komplikált gitár-effektekkel), többféle legato technikát – beleértve a pull-off (visszapengetéses) játékmód egy speciális változatát, amely sokkal inkább hasonlít egy fordított hammer-on (kalapács)technikára – és a volume swell (hangerő-növelés) kifinomult használatát, ami egy éteri, másvilági atmoszférát teremt.
1986-os, Atavachron című albumán kezdte alkalmazni a SynthAxe nevű MIDI eszközt a hangerő-változtatásra. Bár az Atavachron óta minden szóló felvételén használta ezt, azt nyilatkozta róla, hogy a továbbiakban nem szeretné, ha ilyen integráns része lenne játékának, főleg, mert ritkasága miatt bonyolult a javítása és a karbantartása. 1987-es, Reaching for the Uncommon Chord című oktató videójáról megtudhatjuk, hogy mennyire távol áll korunk hagyományos gitárjátékától, ezen ugyanis azt állítja, hogy valójában nem is szereti a gitárt, helyette inkább a szaxofon hangja tetszik neki.

## Diszkográfia

### Szólóalbumok

#### Stúdióalbumok
- 1976: Velvet Darkness
- 1982: I.O.U.
- 1985: Metal Fatigue
- 1986: Atavachron
- 1987: Sand
- 1989: Secrets
- 1992: Wardenclyffe Tower
- 1993: Hard Hat Area
- 1996: None Too Soon
- 1999: The Sixteen Men of Tain
- 2001: Flat Tire: Music for a Non-Existent Movie
- 2005: The Best of Allan Holdsworth: Against the Clock (válogatás)

#### Koncertalbumok
- 1997: I.O.U. Live
- 2003: All Night Wrong
- 2004: Then

### EP-k
- 1983: Road Games

### Közös albumok
- 1979: Sunbird (Gordon Beckkel)
- 1980: The Things You See (Gordon Beckkel)
- 1988: With a Heart in My Song (Gordon Beckkel)
- 1996: Heavy Machinery (Jens Johanssonnal és Anders Johanssonnal)
- 2009: Blues for Tony (dupla élő album Alan Pasqua, Chad Wackerman és Jimmy Haslip társaságában)

### Egyéb albumok, melyeken játszott
- 1969: Wrench – Igginbottom
- 1972: Belladona – Nucleus
- 1973: Tempest – Tempest
- 1974: Living in Fear – Tempest
- 1975: Bundles – Soft Machine
- 1975: Believe It – The New Tony Williams Lifetime
- 1976: Million Dollar Legs – The New Tony Williams Lifetime
- 1976: Gazeuse! – Gong
- 1976: Capricorn Princess – Esther Phillips
- 1977: Enigmatic Ocean – Jean-Luc Ponty
- 1978: Expresso II – Gong
- 1978: Feels Good to Me – Bruford
- 1978: U.K. – UK
- 1979: One of a Kind – Bruford
- 1979: Time is the Key – Pierre Moerlen's Gong
- 1980: Conversation Piece – John Stevens
- 1981: Land of Cockayne – Soft Machine
- 1983: Individual Choice – Jean-Luc Ponty
- 1983: Retouch – John Stevens
- 1984: Transatlantic – Jon St. James
- 1986: Soma – Soma
- 1986: Change of Address – Krokus
- 1986: Fast Impressions – Jon St. James
- 1988: Radio Free Albemuth – Stuart Hamm
- 1988: If This Bass Could Only Talk – Stanley Clarke
- 1988: No Borders – Carl Verheyen
- 1988: The Distance Between – Strange Advance
- 1989: Attack of the Neon Shark – Alex Masi
- 1989: A Question of Time – Jack Bruce
- 1990: Truth in Shredding – The Mark Varney Project
- 1990: Silent Will – Andrea Marcelli
- 1990: Blue Tav – Steve Tavaglione
- 1991: Forty Reasons – Chad Wackerman
- 1991: Guaranteed – Level 42
- 1991: Love in Peace – Paz
- 1992: Lone Ranger – Jeff Watson
- 1993: The View – Chad Wackerman
- 1993: Come Together: Guitar Tribute to the Beatles – különböző zenészek
- 1995: Suffer – Gongzilla
- 1995: Oneness – Andrea Marcelli
- 1995: Worlds Away & Back – Strange Advance
- 1996: Stare – Gorky Park
- 1997: From Your Heart and Your Soul – Steve Hunt
- 2003: BBC Radio 1971-1974 – Soft Machine
- 2003: Abracadabra – Soft Works
- 2004: Sonic Undertow – Riptyde
- 2004: Mythology – Derek Sherinian
- 2004: Book of the Dead – K2
- 2005: Nebula – David Hines
- 2006: Deconstruction of a Postmodern Musician – Corrado Rustici
- 2007: Prowlin' – Dan Carlin & Friends
- 2007: Quantum – Planet X
- 2008: Progasaurus – Chris Buck
- 2008: Everyone Knows My Drinking, No One Knows My Thirst – Eric Keyes
- 2009: Highway Star – Snew
- 2009: The Early Years – Paul Korda
- 2009: Propensity – John Stevensszel és Danny Thompsonnal (először 1978-ban jelent meg)
- 2010: Living It Up – Level 42
- 2011: Dirty & Beautiful: Volume 1 ‑ Gary Husband

### VHS videó kiadványok
- 1992: REH Instructional: Allan Holdsworth (oktató anyag, 2007-ben DVD-n is megjelent)
- 1997: Drums & Improvisation – Gary Husband (Holdsworth egy interjút ad, valamint három számon közreműködik)

### DVD videó kiadványok
- 2002: Live at the Galaxy Theater
- 2005: Carvin: 60 Years in the Making (tartalmaz egy hosszabb Holdsworth-interjút is)
- 2006: Rock Goes to College – Bruford
- 2007: Allan Holdsworth and Alan Pasqua featuring Chad Wackerman and Jimmy Haslip: Live at Yoshi's (élő fellépés Tony Williams tiszteletére)

### Könyvek
- Reaching for the Uncommon Chord. Hal Leonard (1987. március 19.). ISBN 978-0634070020
- Just for the Curious. Warner Bros (1994. március 19.). ISBN 978-0769220154
- Melody Chords for Guitar. Centerstream (1997. március 19.). ISBN 978-1574240511

## Fordítás
- Ez a szócikk részben vagy egészben  az   Allan Holdsworth című angol Wikipédia-szócikk ezen változatának fordításán alapul.  Az eredeti cikk szerkesztőit annak laptörténete sorolja fel. Ez a jelzés csupán a megfogalmazás eredetét és a szerzői jogokat jelzi, nem szolgál a cikkben szereplő információk forrásmegjelöléseként.